# 薩爾弗斯普林斯 (阿肯色州傑佛遜縣)
薩爾弗斯普林斯（英語：Sulphur Springs）是位於美國阿肯色州傑佛遜縣的一個人口普查指定地區。

## 地理
薩爾弗斯普林斯的座標為34°10′50″N 92°07′24″W / 34.18056°N 92.12333°W，而該地最高點為海拔高度89米（即292英尺）。

## 人口
根據2020年美國人口普查的數據，薩爾弗斯普林斯的面積為14.36平方千米，當中陸地面積為14.31平方千米，而水域面積為0.05平方千米。當地共有人口1032人，而人口密度為每平方千米72人。